# 오리콘
오리콘(Oricon)은 일본의 음악 인기 차트를 시작으로 하는 음악 정보 서비스를 제공하는 주식회사이다. 이름은 "Original Confidence"(최초의 신뢰)의 줄임말이다.
오리콘에서 발표하는 '오리콘 차트'는 일본에서 가장 지명도 높은 음악 인기 차트로, 일간, 주간, 월간 등의 집계기간과, 대중 음악, 엔카(대한민국의 트로트와 비슷한) 등 장르별 차트, DVD나 비디오 게임 등의 판매 랭킹 및 모니터 조사에 따른 광고 호감도도 발표한다. 2005년 3월부터 온라인 음악 판매 사업에 뛰어들어 최신 랭킹에서 그대로 음악을 다운로드할 수 있다.
'oricon style' 등의 잡지 출판을 하고 있는 것은 '오리콘 엔터테인먼트 주식회사'이다.

## 역사
실험적으로 1967년 11월 2일자(1967년 5월경이라는 설도 있다)부터의 차트를 제작했다. 정식 스타트는 1968년 1월 4일부터이다. 싱글 차트에서 가장 처음으로 1위를 차지한 것은 쿠로사와 아키라와 로스 프리모스의 〈러브 유 도쿄〉였다. (단, 그 이전에 '재키 요시카와와 블루 코메츠'의 '북국의 두 사람'이 실험 차트에서 1위를 기록했다).

## 집계 방법
오리콘 차트는 원칙적으로 매주 월요일부터 7일간의 집계 기간 중에 CD, DVD, 게임 소프트 판매량을 집계한다. 일요일에 집계를 마감하고 화요일에 차트가 발표된다. 단, 발표되는 수치는 집계샘플로부터의 추정치이며 실제 수량은 아니다. 과거에는 서적, 만화책, LD 등의 판매량도 집계했으나 현재는 집계하지 않는다. 집계방법은 미리 정해진 판매점에서 판매 데이터를 접수받는 것이다. 이전에는 팩스 등을 사용했으나, 판매점에 POS(전자식 상품 등록기)가 보급되어 최근에는 POS의 판매 데이터로 데일리 차트를 집계한다. 대상이 되는 판매점은 몇 년 동안은 아마존 저팬 등의 온라인 매장도 일부 대상으로 했으나, 이런 곳들에서 팔지 않는, 특수한 루트로밖에 판매하지 않는 앨범의 곡들은 오리콘 차트에 등장하지 않게 되기도 했다. 예를 들면 NEWS의 데뷔 싱글 'NEWS니폰'의 경우 세븐일레븐에서 한정판매했기 때문에 오리콘 차트에 오르지 못했다. DVD의 대표적인 예로는 '수요일 어때요 DVD전집'이 꼽힌다.
연간 차트의 집계기간은 12월 첫째주~11월 마지막주로, 12월에 발매되는 인기작이 다음 해의 연간 차트의 상위에 랭크되는 경향이 많았다. 2007년부터는 수정되어 전년도 12월 넷째주부터 올해 12월 셋째주까지가 집계기간이 된다. 이 탓에 2006년의 연간 차트 집계기간은 2005년 12월 첫째주부터 2006년 12월 셋째주까지가 대상이 된다.
오리콘 차트에 의한 누적 판매량이라 불리는 것은 차트 범위 내(CD의 경우, 예전에는 위클리 차트 100위내, 2002년 12월 이후는 싱글은 위클리 차트 200위내, 앨범은 위클리 차트 300위내)만의 판매량을 단순히 합산한 것으로, 범위 밖으로 떨어졌을 때의 판매량은 포함되지 않는다. (역시 차트 집계 회사인 플래닛 사운드스캔 등은 1주간 1장이 팔리더라도 누적 판매량에 가산된다) 대여점의 구매량과 특수 루트 판매는 순위에 가산되지 않기 때문에 실질 판매량보다는 낮은 수치가 된다. 특히 엔카, 애니메이션 주제가, 언제든 인기있는 명반들은 차트 순위 밖에서도, 오리콘 집계대상 이외의 매장(음반만을 판매하지 않는 종합 매장 등)에서도 팔리고 있기 때문에 실제 판매량과 차이가 있는 수치라고 볼 수 있다.

### 집계 대상
각 주요 차트의 존속 기간. 집계 기간은 '데일리(일간, 싱글/앨범만)', '주간', '월간', '연간'이다.
- 싱글 차트 1968년 1월 4일자~
- LP 차트 1970년 1월 5일자~1989년 11월 27일자
- CT(카세트) 차트 1974년 12월 2일자~1995년 11월 27일자
- CD 차트 1984년 2월 6일자~1997년 4월 21일자
- 앨범 (각 미디어 합산) 차트 1987년 10월 5일자~
- 롱히트 앨범 카탈로그 차트 2001년 4월 2일자~
  - 발매일로부터 2년이 지난 앨범만의 차트. 빌보드와 다른 점은 카탈로그 차트에 순위가 올라갔다고 해서 통상 앨범 차트의 집계 대상에서 빠지지는 않는다.
- DVD 차트 1999년 4월 5일자~
- 만화 차트 1995년 2월 6일자~2001년 3월 26일자
- 게임 소프트 차트 1995년 2월 20일자~2005년 11월 28일자
- 2주 합병호의 다음 호에는 싱글 및 앨범 차트는 2주간 분량이 게재된다.

집계 방법의 변화
- 2001년 5월 7일부터 내용이 같고 형식번호가 다른 미디어가 합산되게 되었다(누계판매에서는 이 이전부터 합산되는 일도 있었다. 주로 초회한정판 등).
- 2002년 12월 2일자부터 싱글 차트 200위, 앨범 차트 300위까지의 판매를 집계하게 되었다. 그 이전에도 101위~200위까지의 순위는 발표되었으나 판매량은 발표되지 않았다.
- 2002년 12월 2일부터 싱글 차트, 앨범 차트의 집계 순위가 10장 단위에서 1장 단위로 변경되었다(1984년 2월 6일~1976년 4월 27일자의 CD 차트도 1장 단위의 집계였다).
- 2003년 12월 1일자부터는 앨범 차트에 수입 앨범 판매량도 가산되게 되었다. 이 이전에는 통상 앨범 차트와는 별개로 외국 자본 계열의 숍 차트, 수입반 차트(2001년 4월 30일자~)가 집계되고 있었다.

## 영향력
음악 차트 업계에서는 플래닛 사운드스캔 등의 다른 회사가 있지만 오리콘 차트의 영향력은 절대적이며 빌보드 차트와 비교하면서 음악계에서 평가지표로 쓰이고 있다. (빌보드 차트보다 영향력이 낮다는 말이 아니다)
오리콘 차트는 총 판매량보다 첫등장 순위만이 강조되기 쉬우며, 음반 회사에서도 이것을 알고 있고, 발매 1주째에 보다 많은 판매량을 올리려 애쓴다. 그래서 기본적으로 차트는 급격히 순위가 떨어지는 경향이 있다(최근에 그 경향은 여실히 드러난다). 반대로 차트에서의 하락폭이 낮거나, 1주째의 순위가 낮아도 2주째 이후의 순위가 올라가는 아티스트는 착실히 팬을 쌓아가는 경향이 있으며, 그 실력은 결국 인정된다.
"집계 결과"라는 특성상 사무소, 팬의 소량 구매로 인한 조작이 가능하다는 것이 알려져 있다.

## 차트
- 해당 주에 차트 집계를 한 후, 정식 발표는 대개 2주 후에 이뤄진다. (예시- 2005년 9월 네번째 주에 집계한 것이 10월 두번째 주에 발표.)

### 차트 종류
- CD 싱글 차트
- CD 앨범 차트
- 해외 음악 앨범 차트
- 엔카·가요곡 차트
- 인디즈 싱글 차트
- 인디즈 앨범 차트
- CD 애니메이션 차트
- 노래방 차트
- DVD 랭킹
- 서적 랭킹

### 연간 싱글 1위
| 연도   | 제목                               | 가수                                                       |
| ------ | ---------------------------------- | ---------------------------------------------------------- |
| 1968년 | 星影のワルツ                       | 센 마사오                                                  |
| 1969년 | 夜明けのスキャット                 | 유키 사오리                                                |
| 1970년 | 黒ネコのタンゴ                     | 미나가와 오사무                                            |
| 1971년 | わたしの城下町                     | 코야나기 루미코                                            |
| 1972년 | 女のみち                           | 미야 시로와 핀카라 트리오                                  |
| 1973년 | 女のみち                           | 미야 시로와 핀카라 트리오                                  |
| 1974년 | なみだの操                         | 도노사마 킹스                                              |
| 1975년 | 昭和枯れすゝき                     | 사쿠라와 이치로                                            |
| 1976년 | およげ!たいやきくん                | 시몬 마사토                                                |
| 1977년 | 渚のシンドバッド                   | 핑크 레이디                                                |
| 1978년 | UFO                                | 핑크 레이디                                                |
| 1979년 | 夢追い酒                           | 아츠미 지로                                                |
| 1980년 | ダンシング・オールナイト           | 몬타 & 브라더즈                                            |
| 1981년 | ルビーの指環                       | 테라오 아키라                                              |
| 1982년 | 待つわ                             | 아밍                                                       |
| 1983년 | さざんかの宿                       | 오오사와 에이사쿠                                          |
| 1984년 | もしも明日が…。                    | 와라베                                                     |
| 1985년 | ジュリアに傷心                     | 체커즈                                                     |
| 1986년 | CHA-CHA-CHA                        | 이시이 아케미                                              |
| 1987년 | 命くれない                         | 세가와 에이코                                              |
| 1988년 | パラダイス銀河                     | 히카루GENJI                                                |
| 1989년 | Diamonds                           | 프린세스 프린세스                                          |
| 1990년 | おどるポンポコリン                 | B.B.퀸즈                                                   |
| 1991년 | Oh! Yeah!⁄ラブ・ストーリーは突然に | 오다 카즈마사                                              |
| 1992년 | 君がいるだけで/愛してる            | 코메코메 CLUB                                              |
| 1993년 | YAH YAH YAH／夢の番人              | CHAGE and ASKA                                             |
| 1994년 | innocent world                     | Mr.Children                                                |
| 1995년 | LOVE LOVE LOVE／嵐が来る           | DREAMS COME TRUE                                           |
| 1996년 | 名もなき詩                         | Mr.Children                                                |
| 1997년 | CAN YOU CELEBRATE?                 | 아무로 나미에                                              |
| 1998년 | 誘惑                               | GLAY                                                       |
| 1999년 | だんご3兄弟                        | 하야미 켄타로, 시게모리 아유미, 히마와리 킷즈, 경단 합창단 |
| 2000년 | TSUNAMI                            | 사잔 올 스타즈                                             |
| 2001년 | Can You Keep A Secret?             | 우타다 히카루                                              |
| 2002년 | H                                  | 하마사키 아유미                                            |
| 2003년 | 世界に一つだけの花                 | SMAP                                                       |
| 2004년 | 瞳をとじて                         | 히라이 켄                                                  |
| 2005년 | 青春アミーゴ                       | 슈지와 아키라                                              |
| 2006년 | Real Face                          | KAT-TUN                                                    |
| 2007년 | 千の風になって                     | 아키카와 마사후미                                          |
| 2008년 | truth/風の向こうへ                 | 아라시                                                     |
| 2009년 | Believe/曇りのち、快晴             | 아라시 / 야노 켄타 starring Satoshi Ohno                   |
| 2010년 | Beginner                           | AKB48                                                      |
| 2011년 | フライングゲット                   | AKB48                                                      |
| 2012년 | 真夏のSounds good !                | AKB48                                                      |
| 2013년 | さよならクロール                   | AKB48                                                      |
| 2014년 | ラブラドール・レトリバー           | AKB48                                                      |
| 2015년 | 僕たちは戦わない                   | AKB48                                                      |
| 2016년 | 翼はいらない                       | AKB48                                                      |
| 2017년 | 願いごとの持ち腐れ                 | AKB48                                                      |

### 연간 음반 1위
| 연도   | 제목                                                                  | 가수             |
| ------ | --------------------------------------------------------------------- | ---------------- |
| 1989년 | Delight Slight Light Kiss                                             | 마츠토야 유미    |
| 1990년 | LOVE WARS                                                             | 마츠토야 유미    |
| 1991년 | 天国のドア                                                            | 마츠토야 유미    |
| 1992년 | スーパーベストⅡ                                                       | 차게 앤 아스카   |
| 1993년 | 揺れる想い                                                            | ZARD             |
| 1994년 | MAGIC                                                                 | DREAMS COME TRUE |
| 1995년 | DELICIOUS                                                             | DREAMS COME TRUE |
| 1996년 | globe                                                                 | globe            |
| 1997년 | REVIEW～BEST OF GLAY                                                  | GLAY             |
| 1998년 | B'z The Best “Pleasure”                                               | B'z              |
| 1999년 | First Love                                                            | 우타다 히카루    |
| 2000년 | delicious way                                                         | 쿠라키 마이      |
| 2001년 | Distance                                                              | 우타다 히카루    |
| 2002년 | DEEP RIVER                                                            | 우타다 히카루    |
| 2003년 | Second to None                                                        | CHEMISTRY        |
| 2004년 | Utada Hikaru SINGLE COLLECTION VOL.1                                  | 우타다 히카루    |
| 2005년 | musiQ                                                                 | 오렌지 렌지      |
| 2006년 | Ken Hirai 10th Anniversary Complete Single Collection ’95-’05“歌バカ” | 히라이 켄        |
| 2007년 | HOME                                                                  | Mr.Children      |
| 2008년 | EXILE LOVE                                                            | EXILE            |
| 2009년 | All the BEST! 1999-2009                                               | 아라시           |
| 2010년 | 僕の見ている風景                                                      | 아라시           |
| 2011년 | Beautiful World                                                       | 아라시           |
| 2012년 | Mr.Children 2005-2010 ＜macro＞                                       | Mr.Children      |
| 2013년 | LOVE                                                                  | 아라시           |
| 2014년 | 次の足跡                                                              | AKB48            |
| 2015년 | Japonism                                                              | 아라시           |
| 2016년 | Are You Happy?                                                        | 아라시           |
| 2017년 | Finally                                                               | 아무로 나미에    |
| 2018년 | Finally                                                               | 아무로 나미에    |

## 같이 보기
- 일본에서 가장 많이 팔린 음반 목록